# Margrethe Vestager

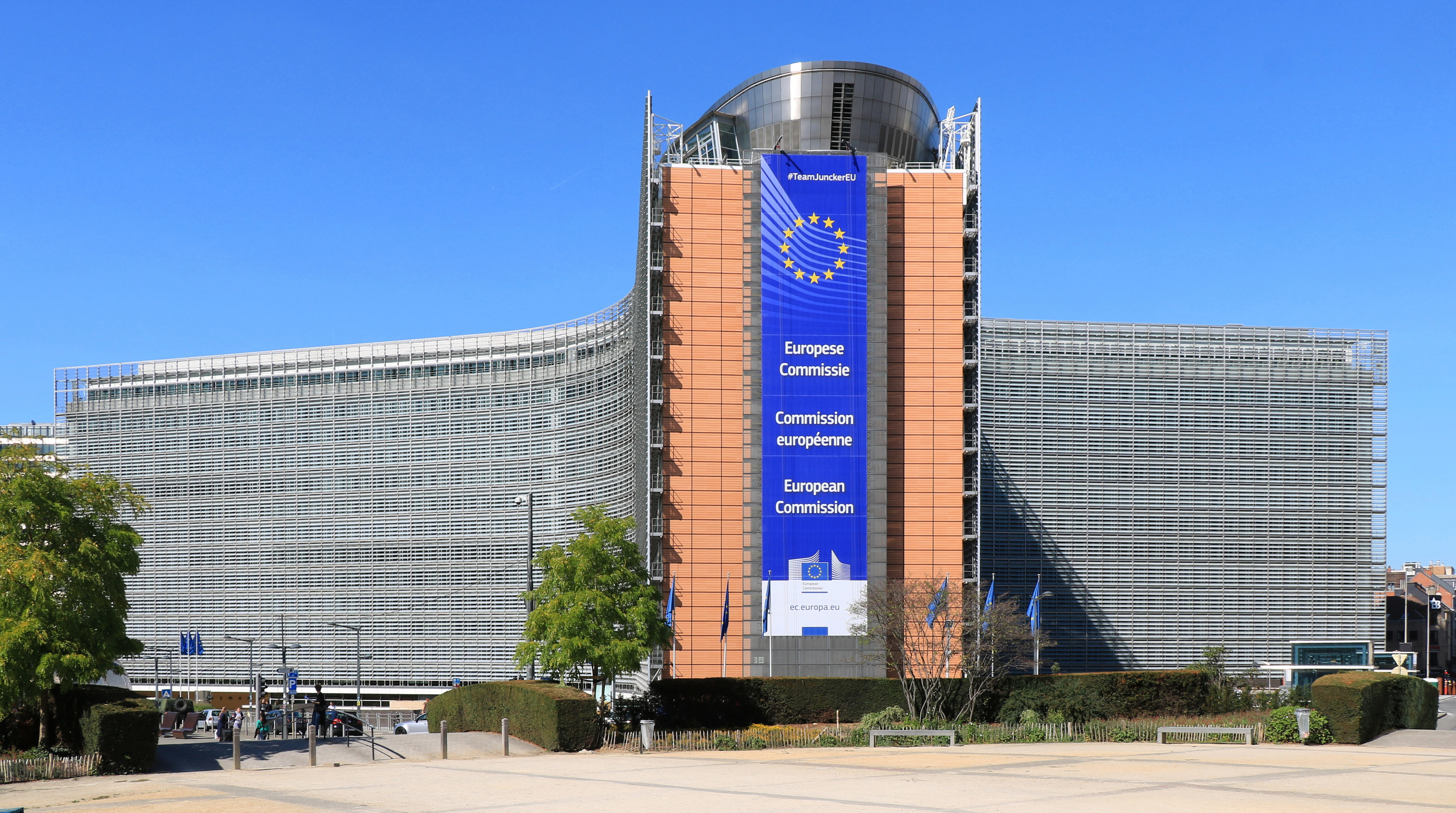
Le siège de la Commission européenne à Bruxelles.

Margrethe Vestager Hansen (/mɑˈɡʁæːˀd̥ə ˈvɛsdæːˀɐ/), née le 13 avril 1968 à Glostrup (Danemark), est une femme politique danoise, membre du Parti social-libéral danois (RV).
Elle est ministre de l'Éducation et des Affaires ecclésiastiques entre 1998 et 2001, puis ministre de l'Économie et de l'Intérieur entre 2011 et 2014.
En 2014, elle devient commissaire européenne à la concurrence sous la présidence de Jean-Claude Juncker. Sous sa direction, ses services de gestion de la concurrence dans l'espace européen agissent notamment contre les positions, jugées dominantes et abusives, de Google, et les pratiques fiscales d'Apple.

## Biographie

### Formation et carrière professionnelle
Fille de pasteurs luthériens, et diplômée en économie de l'université de Copenhague en 1993, elle intègre ensuite le ministère des Finances, où elle travaille, pendant cinq ans.
Mariée à un professeur de mathématiques, elle a trois enfants. Elle parle français et possède une maison de vacances sur l'île d'Oléron.
Elle est membre du conseil consultatif de la société Royal Greenland de 2004 à 2007.

### Carrière politique nationale
Le 23 mars 1998, elle est nommée ministre de l'Éducation et ministre des Affaires ecclésiastiques dans le gouvernement de centre gauche de Poul Nyrup Rasmussen, mais perd ce dernier poste à l'occasion d'un remaniement ministériel le 20 décembre 2000.
À l'occasion des élections législatives du 20 novembre 2001, elle est élue députée au Folketing, tandis que le centre droit arrive au pouvoir. Réélue en 2005, elle prend la direction de la RV et de son groupe parlementaire en remplacement de Marianne Jelved, à la suite des élections législatives du 13 novembre lors desquelles son parti obtient l'un des plus mauvais résultats de son histoire, avec seulement 5,1 % des voix et 9 députés.
Lors de l'affaire des caricatures de Mahomet du journal Jyllands-Posten, elle prend position pour le droit au blasphème.
Lors des élections législatives du 15 septembre 2011, son parti obtient 9,5 % des suffrages et 17 élus, son meilleur score depuis 1973. Le 3 octobre suivant elle est nommée ministre des Affaires économiques et de l'Intérieur dans le gouvernement de centre gauche de Helle Thorning-Schmidt.

### Carrière politique européenne

#### Commissaire européenne à la Concurrence
En 2014 elle est nommée commissaire européenne à la Concurrence. Présentée comme la « star de Bruxelles », elle est en effet chargée de dossiers impliquant des géants mondiaux comme Starbucks, Google et Gazprom. Elle lance contre ce dernier une procédure pour non-respect de la législation sur les cartels et les abus de position dominante.
Se présentant comme centriste, ni dirigiste, ni libérale, elle appelle à lutter contre la « loi de la jungle », qui amène par exemple à ce que de grands groupes numériques payent peu d'impôts dans leurs pays d'origine, ayant installé leurs sièges dans des paradis fiscaux. La presse internationale la présente ainsi comme « La femme qui fait trembler Google »,, ou encore la « Dame de fer face aux GAFA ».

#### Numérique

##### Redressement fiscal d'Apple en 2016
En août 2016, Margrethe Vestager demande à Apple de rembourser à l’État irlandais la somme record de 13 milliards d'euros (plus les intérêts) au titre d'« aides d’État » contraires au droit européen de la concurrence, en application de l'article 107 du traité sur le fonctionnement de l'Union européenne,. En effet, grâce à plusieurs rescrits fiscaux (« tax rulings ») obtenus de l’État irlandais depuis 1991 puis 2007, Apple ne soumettait pas les profits qu'il rapatriait d'Europe en Irlande au taux normal irlandais de 12,5 % (un taux déjà très favorable), mais à un taux de 2 %. Un taux d'imposition de ce fait considérablement réduit. 
C'est la légalité au regard du droit européen de la concurrence des rescrits fiscaux accordés par le gouvernement irlandais que met en cause le redressement demandé par Margrethe Vestager, dans la mesure où ces rescrits constituent une aide d’État illégale puisque, grâce à ces rulings, Apple a bénéficié, non d'un taux d'imposition de 12,5 % comme les autres sociétés établies en Irlande, mais de 1 % seulement en 2003, réduit à seulement 0,005 % en 2014, sur l'ensemble des profits de Apple Sales International et de Apple Operations Europe (toutes deux basées en Irlande et détenues en totalité par Apple). Or, ces deux sociétés de droit irlandais prélèvent sur les ventes en Europe d'Apple une contribution correspondant à plus de la moitié de l'effort de recherche d'Apple aux États-Unis ; ce ne sont donc pas les sociétés Apple vendant partout en Europe qui encaissent les profits correspondants, mais uniquement les deux sociétés établies en Irlande.
Cependant, en juillet 2020, Apple parvient à faire annuler son redressement fiscal de 13 milliards d'euros par la Cour de justice de l'Union européenne, au motif que « la Commission n'est pas parvenue à démontrer à suffisance de droit l'existence d'un avantage au sens de l'article 107, paragraphe 1, TFUE ». Sans pour autant dire qu'elle allait faire appel de cette décision, Margrethe Vestager a déclaré dans un communiqué qu’elle allait « étudier avec attention le jugement et réfléchir aux prochaines étapes ».
La commission forme alors un pourvoi auprès de la Cour de justice de l'Union européenne et, le 10 septembre 2024, cette dernière renverse finalement le jugement de 2020, estimant que « l'Irlande a accordé à Apple une aide illégale que cet État est tenu de récupérer » : Apple doit donc bien rembourser les 13 milliards d'euros à l'Irlande
,,,.
« C'est une victoire pour des règles du jeu équitables et pour la justice fiscale », se réjouit la commissaire européenne à la Concurrence Margrethe Vestager.

##### Amendes infligées à Google
Le 27 juin 2017, Margrethe Vestager inflige à Google une amende de 2,42 milliards d'euros, pour abus de position dominante de son moteur de recherche pour donner un avantage illégal à son propre service de comparateur commercial, en violation de la législation antitrust européenne. Depuis 2008 en effet, Google accorde dans son moteur de recherche un traitement préférentiel à son propre site de comparaison, Froogle/Google Shopping, malgré les insuffisances de ce service ; dans le même temps, Google attribue un ranking dégradé aux services concurrents de Froogle, faussant gravement la concurrence dans tous les pays de l'Union européenne où il propose des services de comparateurs commerciaux. 
Cette atteinte à la libre concurrence a commencé en 2008 en Allemagne et au Royaume-Uni, puis en France, en Italie, aux Pays-Bas, en Espagne, puis en République tchèque, avant de frapper enfin l'Autriche, la Belgique, le Danemark, la Norvège, la Pologne et la Suède. Selon la Commission européenne, ce sont donc au total 418 millions de citoyens de l'Espace économique européen qui auraient été frappés par les méthodes illégales de Google, qui les a privés du plein bénéfice d'une concurrence non faussée, d'un choix véritable, et de l'innovation. Des dommages-intérêts pourraient par ailleurs être exigés si Google ne mettait pas son fonctionnement en conformité avec la législation européenne sous 90 jours.
En 2017, des enquêtes poussées sont également menées contre Google, cette fois au titre de AdSense et du logiciel Android pour téléphones portables,.
Le 18 juillet 2018, Margrethe Vestager annonce avoir conclu son enquête pour abus de position dominante dans le cadre du logiciel Android. L'amende prononcée est la plus forte de l'histoire de l'Union, avec 4,34 milliards d'euros, soit plus de 5 milliards de dollars. Google a exprimé son désir de faire appel de cette décision.
Le 10 septembre 2024, la Cour de justice de l'Union européenne (CJUE) confirme l'amende de 2,4 milliards d'euros infligée à Google en 2017 par la Commission européenne pour pratiques anticoncurrentielles,,,.

##### Critiques aux États-Unis
Aux États-Unis, Margrethe Vestager est accusée de faire du protectionnisme afin de protéger un marché européen encore en retard sur les technologies numériques. La Commissaire s'est défendue d'agir de la sorte, arguant notamment que la société Altice, défendue par Patrick Drahi, avait également été condamnée pour des raisons similaires.

##### Soutien à la 5G
En mai 2020, concernant la 5G, malgré les problèmes divers soulevés et la conjoncture du Covid-19, "Margrethe Vestager aurait exhorté les Etats membres à maintenir l’objectif de commercialiser la 5G" avant la fin de 2020, "malgré les retards d'attribution des fréquences".

#### Autres dossiers
Parmi les autres entreprises sur lesquelles Margrethe Vestager a lancé des enquêtes, on compte également Gazprom ou encore Amazon, cette dernière entreprise étant visée dans une enquête portant sur 250 millions d'euros.
En juillet 2023, la nomination de Fiona Scott Morton, de nationalité américaine, comme économiste en chef à la direction générale de la Concurrence, avec le soutien de Margrethe Vestager, suscite une levée de boucliers au Parlement européen, ainsi qu'en France : les présidents de quatre groupes politiques ainsi que trois ministres français critiquent ce choix.

#### Élections européennes de 2019
Lors des élections européennes de 2019, Margrethe Vestager est tête de liste (« Spitzenkandidat ») de l'ALDE, l'Alliance des libéraux et des démocrates pour l'Europe, entrant ainsi dans la course pour présider la Commission européenne en remplacement de Jean-Claude Juncker (PPE), avec peu de chances puisque ce poste revient traditionnellement au PPE. C'est finalement Ursula von der Leyen (PPE) qui est désignée à ce poste. Elle reste nommée par son gouvernement pour un poste de commissaire, et Ursula von der Leyen a indiqué qu'elle serait une des vice-présidentes exécutives.

## Distinctions
Lauréate du prix Femmes d'Europe 2016 décerné par le Mouvement européen international et le Lobby européen des femmes,.

## Dans la culture populaire
Elle aurait inspiré le personnage principal de la série télévisée Borgen, une femme au pouvoir, la Première ministre danoise Birgitte Nyborg,.
Margrethe Vestager apparaît dans son propre rôle dans l'épisode 5 de la saison 3 de la série Parlement.